# The Fratellis
The Fratellis són un grup de música rock format a Glasgow el 2005. La banda està formada pel cantant i guitarrista Jon Fratelli, el baixista Barry Fratelli, i el bateria Mince Fratelli.
El seu nom prové de la família de criminals que apareix a Els Goonies.

## Discografia
Àlbums d'estudi:
- Costello Music (2006)
- Here We Stand (2008)
- We Need Medicine (2013)
- Eyes Wide, Tongue Tied (2015)
- In Your Own Sweet Time (2018)
- Half Drunk Under a Full Moon (2020)